# 141 Lumen
141 Lumen је астероид главног астероидног појаса. Приближан пречник астероида је 131,03 km,
а средња удаљеност астероида од Сунца износи 2,667 астрономских јединица (АЈ).
Инклинација (нагиб) орбите у односу на раван еклиптике је 11,887 степени, а орбитални период износи 1591,201 дана (4,356 године). Ексцентрицитет орбите астероида износи 0,212.
Апсолутна магнитуда астероида износи 8,20 а геометријски албедо 0,054.
Астероид је откривен 13. јануара 1875. године.